# Sierra de las Albuñuelas
La Sierra de las Albuñuelas es una unidad montañosa que se encuentra en el municipio homónimo, en la comarca del Valle de Lecrín, provincia de Granada, España. La sierra es una prolongación de la Sierra de la Almijara que mantiene una dirección oeste-este. Sus lomas descienden hacia el sur hasta la vertiente derecha del lecho del río Santo, afluente del río Guadalfeo.